# Ниеминен, Яни
Яни Ниеминен (фин. Jani Nieminen; род. 28 июля 1987, Хельсинки, Финляндия) — финский хоккеист, вратарь. Начинал играть в Хельсинки. В настоящее время является игроком финского клуба «Эспоо Блюз».

## Карьера
28 января 2013 года Ниеминен подписал контракт с казанским Ак Барсом. До этого игрок играл только в Финляндии. Дебютировал в КХЛ 30 января 2013 года в матче против Югры, в котором пропустил 4 шайбы и был заменён после 2-го периода. За «Ак Барс» Ниеминен провёл всего ещё один матч в регулярном чемпионате, в котором помог обыграть подмосковный Витязь 2—3.